# Melicoccus bijugatus

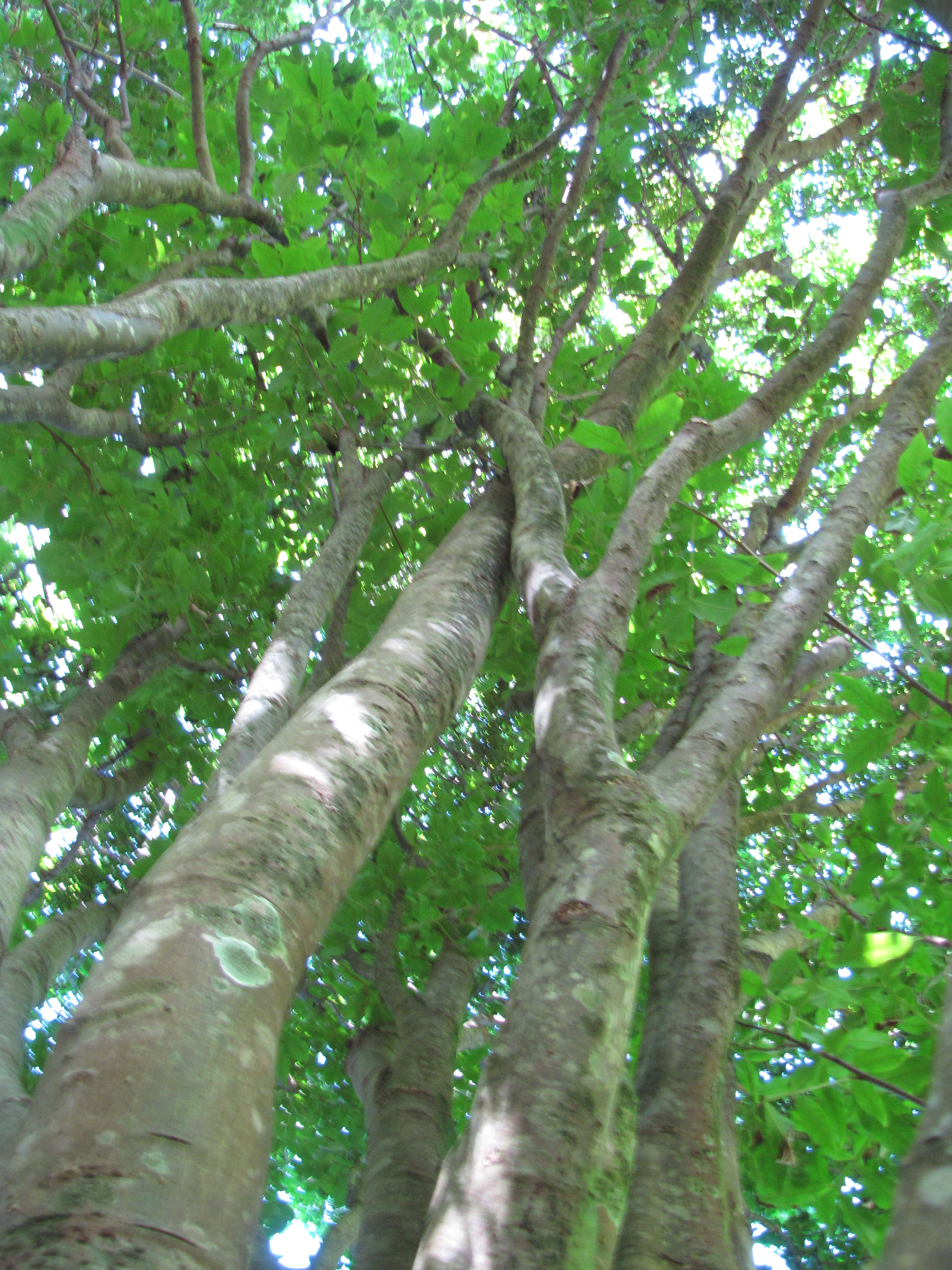
Tronco y copa

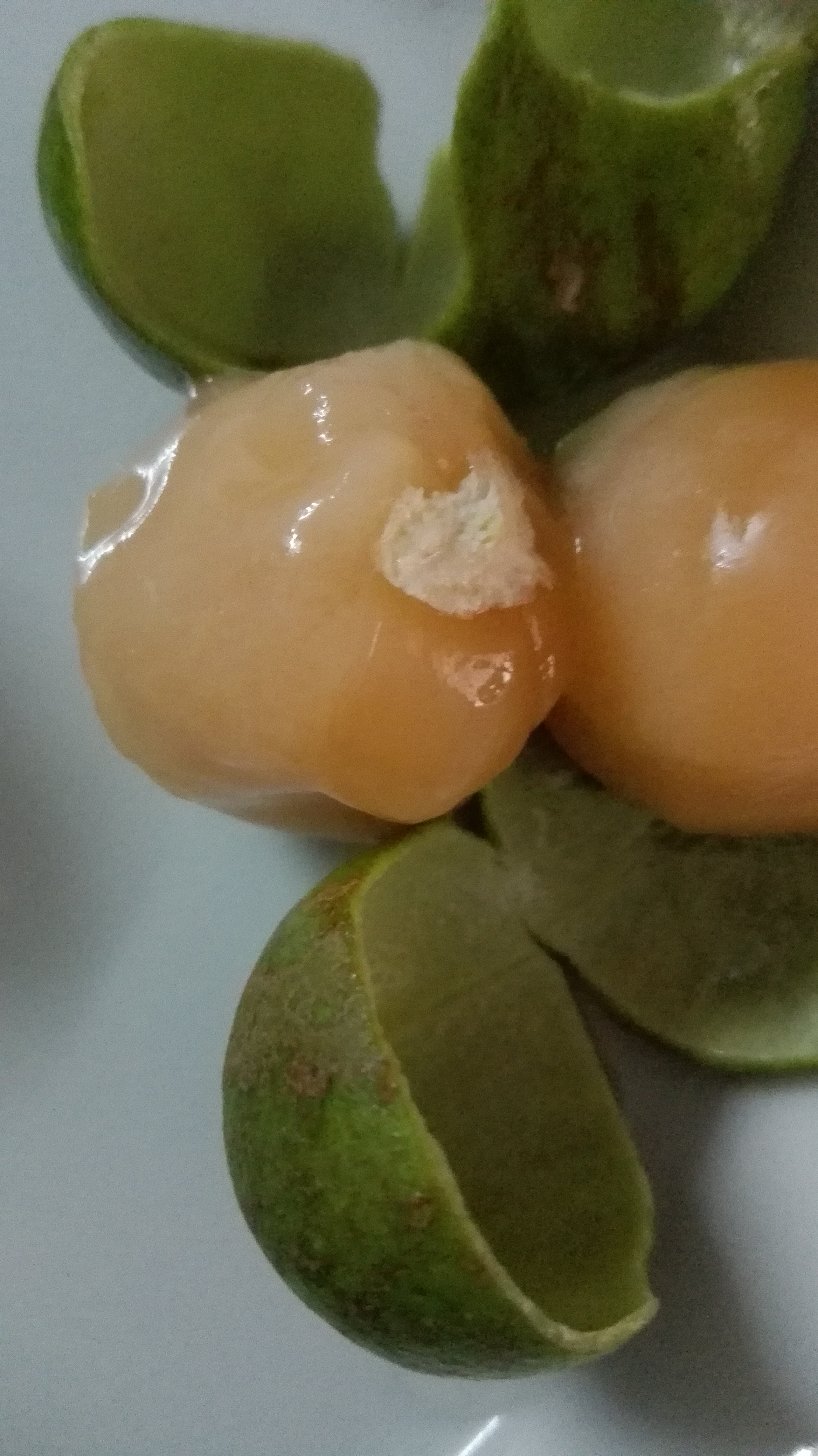
Frutos maduros

Melicoccus bijugatus, de nombre común limoncillo, mamón, mamoncillo, guapoó, coquito de San Juan,  guaya (o huaya) o quenepa (entre otros), es un árbol frutal de la familia de las sapindáceas, naturalizado en la zona intertropical de América. Es apreciado por sus frutos (drupa) comestibles.

## Descripción
Árbol perenne de buen porte, de entre 12 y 18 m de altura o incluso 30, según condiciones y hábitats, y forma una copa densa. Sus hojas presentan alternancia helicoidal, de 8 a 12 cm de longitud las superiores y 3 a 6 cm las inferiores, pinnadas, con 4 a 6 folíolos opuestos de unos 7 a 12 cm de longitud cada uno. A comienzos de la estación húmeda produce panículas de pequeñas flores con 4 o 5 pétalos blanco verdosos, muy fragantes. Son monoicas, es decir, cada árbol tiene flores masculinas o femeninas, aunque en algunos tallos son bisexuales.
El fruto es una drupa redonda de 2-4 cm de diámetro de cáscara verde delgada y quebradiza principalmente en su temporada de maduración —durante el verano— y se agrupan en grandes racimos de hasta 50 cm de longitud y 12 cm de espesor. Contienen una, y en ocasiones dos, semillas blancuzcas que normalmente ocupan la mayor parte del fruto y están rodeadas de una pulpa de color salmón gelatinosa y jugosa.

## Distribución y hábitat
Árbol nativo en Venezuela, Brasil y Colombia. Se ha naturalizado en toda Sudamérica, Centroamérica, el Caribe, México y sur de Estados Unidos, así como en algunas zonas occidentales del África tropical. Crece en elevaciones bajas a medias hasta los 1000 m s. n. m., con climas secos o húmedos con precipitaciones de 900 a 2600 mm, y requiere una estación seca de 4 o 5 meses para florecer y producir de manera satisfactoria. Crece en una amplia variedad de suelos, pero prefiere suelos profundos, fértiles, de origen calcáreo. Prospera incluso en suelos empobrecidos, en Yucatán prospera en suelos calizos con escasa tierra, colonizando muchas zonas.
Tolera la sequía y los árboles adultos pueden soportar heladas sin daños.

## Fitoquímica
Los frutos maduros son agridulces, mucilaginosos y algo laxantes. Son excepcionalmente ricos en hierro (0,93 mg por 100 g) y fósforo (50,4 mg por 100 g). En Puerto Rico y Florida ha habido cierto trabajo de selección de variedades que producen frutos de características superiores, especialmente mayor proporción de pulpa. 
La pulpa contiene varios tipos de fenoles, ácido cafeico, ácido ferúlico y ácido cumárico. La semilla contiene epicatequina, catequina y procianidinas tipo A.

## Usos

### Alimenticio
El uso principal son sus frutos, que se consumen frescos o se hacen conservas y frutas enlatadas, principalmente en América Central y del Sur.
Se consume fresco e incluso se utiliza para preparar bebidas refrescantes. A veces se vende enlatado. Como flora apícola, sus flores son ricas en néctar y apreciadas por colibríes y abejas. La miel producida es algo oscura pero de agradable sabor.
Con la pulpa se puede preparar cerveza, aguardiente o dulces. Los indígenas venezolanos del Orinoco consumen la semilla cocinada como sustituto de la yuca.[cita requerida]

### Medicinal
Posee efectos astringentes, antidiarréicos y antimicrobianos; se utiliza para afecciones gastrointestinales, respiratorias y asma. La semillas tostadas y molidas y la decocción de hojas y corteza se usa contra la disentería y la diarrea.

### Otros usos
La madera de este árbol es de buen diámetro y apta para obras de construcción y carpintería general, incluso se emplea en obras finas de ebanistería. Sin embargo, se ha de usar en interiores pues no es una madera durable. Es blanco amarillenta, compacta y medianamente pesada (0.6 1), de grano fino y bonito aspecto. 

## Enfermedades y plagas
El árbol es huésped de la mosca negra de los cítricos (Aleurocanthus woglumi), pero varios
parasitoides (Prospaltella spp., Eretmocerus serius, Amitus hesperidium) proporcionan un
control efectivo de esta plaga. En Florida, Armillariella (Clitocybe) tabescens causa pudrición de la raíz; Fusarium y Phyllosticta causan manchas foliares.[cita requerida]

## Taxonomía
El género Melicoccus fue descrito por primera vez por el médico y botánico Patrick Browne en 1756. Melicoccus bijugatus fue descrita por Nikolaus Joseph von Jacquin y publicado en Enumeratio Sistemática Plantarum, quas in insulis Caribaeis 19, en el año 1760. En 1762, Carl Linnaeus usó una variación del nombre, nombrándolo Melicocca bijuga. Esta variación sería usada por casi toda publicación por los próximos dos siglos. En 1994, se propuso conservar el género como Melicocca en vez de Melicoccus; el propuesto fue rechazado y el nombre original fue restaurado.
El epíteto bijugatus se refiere a hojas bijugadas, siendo compuestas de dos pares de folíolos.
Sinonimia
- Melicoccus bijuga L.
- Melicoccus bijugatus f. alata Kitan.
- Melicoccus bijugatus f. alatus Kitan.
- Melicoccus carpopodea Juss.[9]

## Nombres comunes
En Venezuela y Colombia es conocido como mamón, mamoncillo o mamones; tanto en Honduras, El Salvador, Nicaragua, Costa Rica y Panamá se le conoce tan solo como mamón o talpa. En el Oriente de Venezuela se le llama maco. En Puerto Rico se conoce como quenepa, y en el significado de los nombres "huaya", "guaya" y "guayum" es incierto, aunque podrían provenir de la palabra náhuatl hueyona, combinación de hue-i ‘grande’ y yona-catl ‘pulpa’, que significa ‘pulpa grande’. En República Dominicana, reciben el nombre de limoncillos aunque también reciben el nombre de quenepa. En México se le conoce como huaya o guaya, posiblemente proviene de la lengua maya, wayúum. En Cuba se les llama mamoncillo (o anoncillo en la zona de Camagüey). Los términos motoyoé (en Bolivia), coquito de San Juan o guapoó (en Argentina y Paraguay) o yvapovõ (en guaraní) se refieren al fruto de la especie Melicoccus lepidopetalus cultivada en el sur de América y muy similar al mamoncillo caribeño.[cita requerida]